# Вулканы Самоа
Список действующих и потухших вулканов Самоа.
| Название | Высота | Координаты                       | Последнее извержение |
| -------- | ------ | -------------------------------- | -------------------- |
| Савайи   | 1858 м | 13°36′43″ ю. ш. 172°31′30″ з. д. | 1911                 |
| Уполу    | 1100 м | 13°56′06″ ю. ш. 171°43′12″ з. д. | Голоцен              |